# Поміщик
Помі́щик — це дворянин, який отримував у тимчасове користування (пожиттєво або на строк служби) маєток у межах помісної системи у XVI—XVIII століттях. Тимчасове користування маєтком було як нагородою за воєнну чи державну службу, так і джерелом матеріального доходу, з якого власник маєтку споряджав себе для походів. Поміщик не міг передати маєток у спадок. З володінням маєтком поєднувалося володіння кріпаками, що його населяли.
Умовним, особистим та тимчасовим характером помісне володіння відрізнялося від вотчини, що становила повну та спадкову власність свого власника.
Згодом, коли за поміщиками було затверджено таке ж спадкове володіння й вони були звільнені від обов'язкової служби, слово «поміщик» витиснуло слово «вотчинник» і поміщиком стали називати власника населених маєтків, тобто, що володів селянами, на відміну від землевласника, що володів землею без селян. Після звільнення селян назва «поміщик» привласнюється землевласникам з спадкових дворян, але в розмовній мові поступово витісняється словом «землевласник».
Поміщики — землевласники, які склали панівну суспільну верству в 15 — на початку 20 ст. в Російській державі, у т. ч. і в Україні. Назва «поміщик» походить від найменування феодального землеволодіння в Московії (Росії) кінця 15 — початку 18 ст. — «помістя», яке надавалось верховною владою за службу. На початку 18 ст. при російському цареві Петрі I (1714) завершилося злиття помісного і вотчинного (див. Вотчина) землеволодіння в єдиний вид власності дворянства (маєток). Усіх феодальних землевласників почали називати «поміщиками», що було рівнозначно поняттю «дворяни». Під час ліквідації Гетьманщини та поділів Речі Посполитої назва «поміщики» поширилась і на українських феодалів — козацьку старшину, заможних козаків, польську та українську шляхту, права яких на землю підтверджувалися гетьманськими чи королівськими універсалами, царськими указами. Отримавши права дворянства, вони поповнили собою клас російських П. Їх економічну могутність становила монопольна власність на землю і кріпаків, закріплена маніфестом про вольності дворянства (1762). Проте основним показником заможності П. у Російській імперії до селянської реформи 1861 було число кріпаків, а після реформи — кількість землі.
В Україні П. називалися ще дідичами. Дідич володів або претендував на власність на підставі спадкового права, на відміну від поміщиків, які не могли передати землю у спадок. Географічно великі П. польського походження переважали в Правобережній Україні. Численною групою заможних П.-росіян відзначалися Лівобережна Україна і Південь України. Разом з тим на Півдні України поряд із П., які були винятково дворянами-кріпосниками, великі землеволодіння відводилися людям «різного звання» за умови їх заселення й використання під всілякого роду с.-г. підприємства. Заможні купці, міщани, інші категорії, що не мали дворянського звання, заселяли свої землі не кріпосними, а вільними людьми. П. були опорою самодержавства, і влада повністю відстоювала їхні інтереси.
Становище змінилося частково під час проведення реформ 1860—70-х рр. та під час революції 1905—1907, що принесла деякі демократичні свободи. На початку 20 ст., налякавшись розмаху страйкового руху, П. ще більше згуртувалися організаційно, створивши всеросійські політичні партії («Союз русского народа», «Союз 17 октября» (див. Октябристи) тощо). Селянська реформа 1861 зберегла велике поміщицьке землеволодіння та станові привілеї П., але позбавила їх права володіння кріпаками. В умовах розвитку капіталістичних відносин П. в економічному сенсі зазнали рішучих змін. Частина з них переходила до капіталістичного господарювання, інша — обезземелювалася. Протягом 1877—1905 поміщицьке землеволодіння в Україні скоротилося з 15 738 тис. десятин до 10 355 тис.десятин, а в Європейській Росії — із 73,1 млн десятин до 53 млн десятин. Найбільших втрат зазнали П. Півдня України (більше 2/3 землі) та Лівобережжя (2/5 землі). Кількість П.-землевласників за той час зменшилася з 31 925 до 31 165 осіб. Деяке збільшення їхньої чисельності спостерігалося в Київській губернії, Подільській губернії та материковій частині Таврійської губернії, де від окремих латифундій відділялися купецькі, селянські та міщанські економії. Одночасно земля концентрувалася дедалі більше в руках великих П. На 1905 р. 2355 П.-латифундистів зосередили у своїх руках 65% (6734 тис. десятин землі) поміщицького землеволодіння України. За даними на 1905, вартість земель, які перебували в руках П. 50-ти губерній Європейської Росії, становила 4040 млн рублів, що на 60 % перевищувало загальну масу акціонерних капіталів у Російській імперії. Великими П. в Україні були Безбородьки, Ґалаґани, Кочубеї, Лизогуби, Скоропадські, які походили зі старих козацьких родів, Браницькі, Потоцькі — колишні польські магнати, Терещенки, Харитоненки, котрі уособлювали нове покоління П., породжених великими реформами. Значну групу П. в Україні становили російські дворяни та іноземці, які прибували сюди протягом 18—19 ст.
На західноукраїнських землях, що входили до Австро-Угорської монархії, селянська реформа 1848 не змогла ліквідувати основу економічної та політичної влади П. — поміщицьке землеволодіння. Спробу покінчити з існуванням П. було зроблено першим урядом Української Народної Республіки. III Універсалом Українська Центральна Рада проголосила скасування приватної власності на землю та обмежила землеволодіння П. Із приходом до влади гетьмана П.Скоропадського було поновлено приватну власність, а всім П. повернуто їхні маєтки. Після падіння Української Держави Директорія УНР відновила дію Універсалу УЦР. Землі П. підлягали передачі в загальнонародну власність. На зайнятих Збройними силами Півдня Росії А.Денікіна українських територіях відновлено поміщицьке землеволодіння. Остаточно економічну основу для існування П. у Наддніпрянській Україні ліквідовано при радянській владі, а на західноукраїнських землях — наприкінці 1939 унаслідок приєднання до УРСР.